# Banca per il Trentino-Alto Adige
La Banca per il Trentino-Alto Adige (in tedesco, Bank für Trentino-Südtirol) è una banca di credito cooperativo del Trentino-Alto Adige, sorta il 27 gennaio 1898.
Risultato di un lungo processo di fusioni fra 23 casse rurali e crediti cooperativi, dal 1º gennaio 2024 diviene la prima banca del Gruppo Cassa Centrale ad assumere connotazione territoriale regionale.
La società cooperativa è associata a Cooperazione Trentina, Fondo Comune delle Casse Rurali Trentine e Promocoop Trentina.
La sede centrale è in Via Rodolfo Belenzani 12 a Trento, ed occupa dei palazzi storici.
Il Presidente è Giorgio Fracalossi, mentre il direttore generale è Gabriele Delmonte.
Al 2023 la compagine sociale dell'istituto contava 28.829 soci e più di 108.000 clienti.